# Mitologia litewska
Mitologia litewska – część mitologii bałtyjskiej tworzonej i rozwijanej przez Litwinów na przestrzeni wieków. 

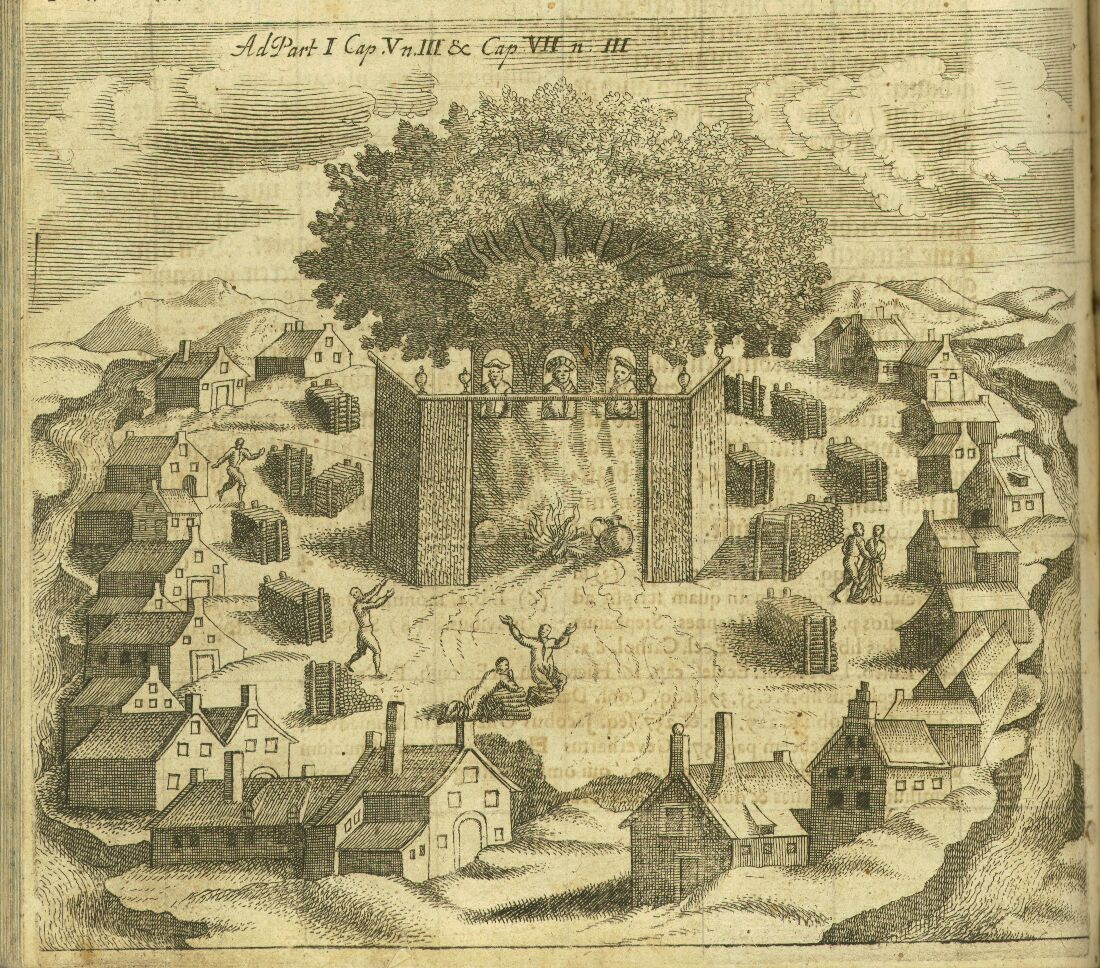
Świątynia Romowe w Prusach.

## Historia badań
Informacje, które zostały zachowane w okresie przed-chrześcijańskim, są bardzo ogólne i niekompletne. Podobnie jak w większości kultur świata, podstawowym sposobem dzielenia się wiedzą o mitach, historiach i zwyczajach był przekaz ustny. Przekaz pisemny był w tamtych wiekach rzadki, a stał się on standardem dopiero za czasów chrześcijaństwa, które bazowało na informacjach zawartych w tekście. Większość ksiąg spisanych przed przyjęciem chrześcijaństwa zawiera teksty krótkie, spisane głównie przez obcokrajowców – najczęściej chrześcijan, którzy nie byli zwolennikami wierzeń pogańskich. Część badań uznaje te księgi za nierzetelne, zawierające źle zrozumiane informacje, a nawet treści zmyślone przez pisarzy. Co więcej, wiele źródeł wymienia różne nazwy i imiona z rozmaitą pisownią, przez co niejednokrotnie nie jest pewne, czy odnoszą się one do tych samych rzeczy lub postaci.
Chrzest Litwy trwał od końca XIV wieku do początków XV wieku, jednak religia pogan przetrwała następne dwa stulecia, stopniowo tracąc swój wpływ i jednorodność. Protestantyzm, który był rozpowszechniany w Prusach przez Albrechta Hohenzollerna, zakładał głoszenie kazań w ojczystym języku wiernych, a nie po łacinie. Książę Albrecht założył Uniwersytet Albertyna w Królewcu, gdzie wykładano w językach krajów sąsiednich oraz gdzie drukowano pierwsze książki w tych językach. Ostatnie koncepcje pogaństwa przetrwały aż do początku XIX wieku. Jednak wiedza na ten temat była przekazywana ustnie, zgodnie z tradycją, a sami wyznawcy nie spisywali tych informacji. Wierzenia były opisywane głównie przez osoby spoza kręgu wyznawców.

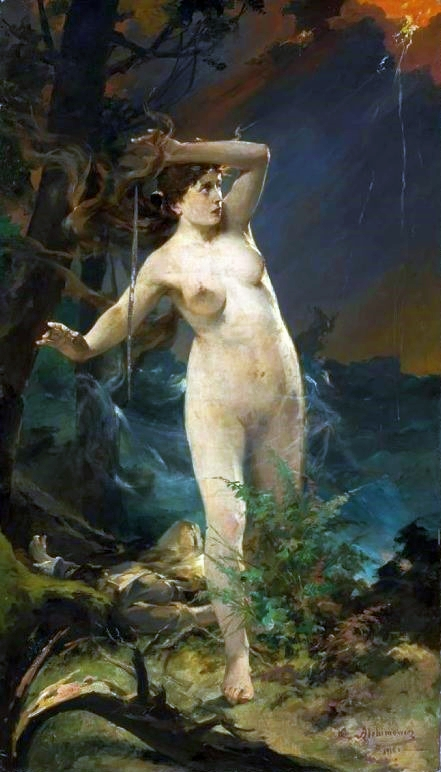
Bogini Milda autorstwa Kazimierza Alchimowicza (1910) namalowana w stylu antycznym, Muzeum Narodowe w Warszawie.

Choć religia pogańska wymarła na Litwie o wiele później niż w jakimkolwiek innym kraju europejskim, informacje dotyczące mitologii litewskiej są niespójne i często późno odkryte. Zainteresowanie litewskimi wierzeniami zaczęło wzrastać w XIX wieku, kiedy zbiór opowiadań został skompletowany. 
Z tego powodu wielu uczonych zdecydowało się na stworzenie własnych wersji opracować litewskiej mitologii, bazując na źródłach historycznych, archeologicznych oraz etnograficznych. Pierwszej takiej odbudowy dokonał polski historyk Teodor Narbutt na początku XIX wieku. Dwie inne bardziej znaczące rekonstrukcje były podejmowane przez Mariję Gimbutas i Algirdasa Juliena Greimasa. Tworzenie tego typu rekonstrukcji było jednak pełne trudności i żadna z tych wersji nie wyczerpała tematu w pełni.
Pierwszą poważną trudność stanowi fakt, iż mitologia litewska nie była dziełem ukończonym, lecz nieustannie rozwijającym się. Z tego powodu nie pozostawała w niezmienionej formie przez żaden dłuższy okres, który mogliby później zbadać mitologowie. Drugą kwestią jest to, że mitologia słowiańska miała znaczący wpływ na myślenie i postępowanie Litwinów, co ingerowało w etnografię, a także oceny badaczy zajmujących się tym tematem. Ogólne założenia słowiańskich wierzeń mogły być jednak dawniej zupełnie różne od ich litewskich i łotewskich odpowiedników.
Pierwsze opisy i rekonstrukcje litewskiej mitologii przedstawiały zatem wersje dalekie od rzeczywistych wierzeń, stanowiąc raczej wybiórczą zbitkę informacji złożonych po części z litewskiej i białoruskiej mitologii. Wiedza spisana przez Teodora Narbutta, a także tradycje przedstawiane w twórczości Adama Mickiewicza (na przykład w Dziadach) należą do tego typu mieszanki. Mitologowie potwierdzili to dopiero w drugiej połowie XIX wieku, między innymi na podstawie badania różnic strukturalnych pomiędzy językiem litewskim a językami słowiańskimi. Największym badaczem mitologii litewskiej był Mieczysław Dowojna-Sylwestrowicz, który zebrał ponad 700 mitów, legend i podań oraz 600 formuł zaklęć pogańskich, w które były elementem wiary bądź je praktykowano do XIX wieku.
Współczesnymi badaczami litewskiej mitologii byli działający w drugiej połowie XX wieku Norbertas Vėlius i Gintaras Beresnevičius. Ich prace uznawane są za najbardziej rzetelne. Byli oni bardzo ostrożni i krytyczni wobec źródeł mitologicznych.

## Powiązania z innymi systemami wierzeń
Mitologia litewska jest prawdopodobnie najbardziej zbliżona do mitologii łotewskiej. Zgodnie z powszechną opinią wśród badaczy, Prusowie i Litwini mieli bardzo zbliżone wierzenia, podobne mity i podstawowe prawdy wiary. Z drugiej strony, niektóre elementy ich wyznań miały więcej wspólnego z innymi systemami mitologicznymi, szczególnie z tymi funkcjonującymi w sąsiednich kulturach.
Wśród ugrofińskiego narodu, Mordwinów, znany był bóg piorunów o imieniu Pur'ginepaz, który wykazuje cechy wspólne z litewskim Perkunem. „Iskry ulatują spod kół wozu i kopyt ognistoczerwonych koni Pur'ginepaza, mordwińskiego boga piorunów, kiedy przelatuje on wzdłuż nieba”. W kilku mitologicznych pieśniach bóg piorunów Pur'ginepaz bierze za żonę ziemską niewiastę imieniem Litowa lub Lituwa. Mit ten przypomina historię wedyjskiego boga Pardźanja.

## Okresy litewskiej mitologii
Dokładna forma mitologii litewskiej z okresu przedchrześcijańskiego znana jest głównie z domysłów i rekonstrukcji, chociaż istnienie pewnych elementów mitologicznych (znanych z późniejszych źródeł) zostało potwierdzone przez odkrycia archeologiczne. Mają one swoje źródła w ludowych pieśniach, na przykład o Juracie lub o Eglė.
Kolejny rozdział w litewskiej mitologii zaczyna się w XV wieku i trwa do połowy XVII wieku. Mity w tym okresie są najczęściej heroiczne i dotyczą przede wszystkim początków państwa litewskiego. Dwie najbardziej znane historie to sen wielkiego księcia Giedymina o powstaniu Wilna, stolicy Litwy, oraz Šventaragis, który także dotyczy historii Wilna. Wiele opowieści tego typu odzwierciedla prawdziwe wydarzenia historyczne. Mity te zawierają w sobie element patriotyzmu. Jeszcze przed XVI wiekiem istniał niejednolity panteon. Dane z różnych źródeł nie pokrywają się ze sobą, a lokalne duchy, szczególnie te związane z bytem ekonomicznym, zostały pomieszane z czołowym bóstwem, bez wyraźnej różnicy na boga i ducha.
Trzeci etap przypada na rosnący wpływ chrześcijaństwa i wzmożoną aktywność jezuitów mające swój początek już pod koniec XVI wieku. Porzucono pomysł agresywnego narzucania Litwinom chrześcijaństwa w miejsce ich rdzennego dziedzictwa. Postanowiono rozpowszechnić nową wiarę poprzez głoszenie misjonarzy. To również wprowadziło chrześcijańskie elementy do ludowych wierzeń mitycznych.
Ostatni okres litewskiej mitologii rozpoczyna się w XIX wieku, kiedy wzrosło znaczenie dawnego dziedzictwa kulturowego – nie tylko wśród wyższych klas, lecz na szerszą skalę pośród całego narodu. Historie mityczne z tego okresu stanowią odzwierciedlenie wczesnych mitów. Skupiały się głównie na dylematach moralnych oraz heroicznej wizji przeszłości, a nie na samych bohaterach, którzy często byli pozbawieni imion i prezentowani jako „książę” lub „władca zamku”. 

## Elementy mitologii litewskiej

### Bogowie i natura
Opowiadania, pieśni i legendy o tej tematyce opisywały prawa natury i procesy w przyrodzie (takie jak zmiany pór roku), ich wzajemny wpływ oraz ich powiązania z życiem ludzkim. Natura jest często opisywana nazwami członków rodziny. Głównym tego przykładem jest (spotykane w wielu pieśniach i opowieściach) nazywanie słońca matką, księżyca ojcem, a gwiazd siostrami ludzkiego istnienia. Litewska mitologia pełna jest bogów i bożków wody, nieba i ziemi.

### Bogowie moralności
Mity opowiadające o problemach moralnych mają prosty przekaz i przypominają swoją formą znane baśnie popularne wśród wszystkich narodów Europy. Głównym zamysłem tych opowieści jest to, że bogini lub bóg często odwiedza ludzi, by pomóc im rozwiązać moralny dylemat, lecz ludzie nie są w stanie jej lub jego dostrzec. Według tych przypowieści, człowiek zawsze powinien wsłuchiwać się w swój wewnętrzny głos harmonii i sprawiedliwości, aby zachowywać się moralnie w obecności bogini lub boga, albowiem nigdy nie jest w stanie przewidzieć, kiedy bóstwo go obserwuje. Wielu uczonych zwraca uwagę na mieszanie chrześcijańskich i pogańskich postaci w tych historiach.